# Platyroptilon dureti
Platyroptilon dureti är en tvåvingeart som beskrevs av Lane 1956. Platyroptilon dureti ingår i släktet Platyroptilon och familjen platthornsmyggor. Inga underarter finns listade i Catalogue of Life.